# Noah Chivuta
Noah Sikombe Chivuta (* 25. Dezember 1983 in Ndola) ist ein ehemaliger sambischer Fußballspieler.

## Karriere

### Verein
Noah Chivuta begann seine internationale Fußballkarriere 2003 in Südafrika bei Richards Bay FC aus Richards Bay. Im gleichen Jahr wechselte er nach Kapstadt zu Cape Town City FC. 2004 ging er für ein halbes Jahr in seine Heimat Sambia, wo er für Kabwe Warriors aus Kabwe spielte. Mitte 2004 ging er wieder nach Südafrika und schloss sich dem in Pietermaritzburg beheimateten Maritzburg United an. Über die südafrikanischen Stationen Cape Town City FC, Bidvest Wits, SuperSport United und den Free State Stars wechselte er Mitte 2013 nach Thailand. Hier unterschrieb er einen Vertrag in Nakhon Ratchasima beim Nakhon Ratchasima FC. Der Verein spielte in der zweiten Liga des Landes, der Thai Premier League Division 1. 2014 wurde er mit Korat Meister der zweiten Liga und stieg somit in die erste Liga, die Thai Premier League, auf. 2017 verließ er Korat und wechselte zum Zweitligisten Trat FC nach Trat. Nach der Hinserie nahm ihn Phrae United FC unter Vertrag. Der Verein aus Phrae spielte in der Thai League 3 in der Upper-Region. Zum Ligakonkurrenten Ayutthaya FC wechselte er zur Saison 2019. Zur Rückserie unterschrieb er einen Vertrag bei Lamphun Warrior FC. Der Verein aus Lamphun spielte ebenfalls in der dritten Liga. Bei Lamphun stand er bis Ende 2020 unter Vertrag. Von Anfang 2021 bis Mitte 2021 war er vertrags- und vereinslos. Zu Beginn der Saison 2021/22 unterschrieb er einen Vertrag beim Drittligisten Sakaeo FC. Mit dem Klub aus Sakaeo spielte er 13-mal in der Eastern Region der Liga. Anschließend war er vertrags- und vereinslos. Zu Beginn der Saison 2023/24 unterschrieb er einen Vertrag beim Drittligisten Nakhon Ratchasima United FC. Mit dem Verein aus Nakhon Ratchasima spielte er zwölfmal in der North/Eastern Region. Im Sommer 2024 beendete er seine Karriere als Fußballspieler.

### Nationalmannschaft
Von 2008 bis 2013 spielte Noah Chivuta 23 Mal für die Nationalmannschaft von Sambia. Sein größter Erfolg mit dem Team war der Gewinn des Afrika-Cup im Jahr 2012.

## Erfolge

### Verein
Supersport United
- Premier Soccer League: 2008/09

Nakhon Ratchasima FC
- Thai Premier League Division 1: 2014  ▲

### Nationalmannschaft
Sambia
- Afrika-Cup:  2012